# NGC 6955
NGC 6955 este o galaxie situată în constelația Delfinul. A fost descoperită în 28 iunie 1863 de către Albert Marth.